# Шибовка
Шибовка — река в Московской области России.
Протекает по территории Дмитровского района, в верховьях — по северным склонам Клинско-Дмитровской гряды. Исток — у села Тимоново, впадает в реку Дубну в 61 км от её устья по левому берегу, на границе с Талдомским районом, выше посёлка городского типа Вербилки. Длина реки составляет 12 км.
Вдоль течения реки расположены населённые пункты сельского поселения Якотское — село Тимоново, деревни Михеево-Сухарево, Лифаново и Тимошкино.

## Данные водного реестра
По данным государственного водного реестра России относится к Верхневолжскому бассейновому округу, водохозяйственный участок реки — Волга от Иваньковского гидроузла до Угличского гидроузла (Угличское водохранилище), речной подбассейн реки — бассейны притоков (Верхней) Волги до Рыбинского водохранилища. Речной бассейн реки — (Верхняя) Волга до Куйбышевского водохранилища (без бассейна Оки).
По данным геоинформационной системы водохозяйственного районирования территории РФ, подготовленной Федеральным агентством водных ресурсов:
- Код водного объекта в государственном водном реестре — 08010100812110000003257
- Код по гидрологической изученности (ГИ) — 110000325
- Код бассейна — 08.01.01.008
- Номер тома по ГИ — 10
- Выпуск по ГИ — 0